# 少年サンデー特別増刊R
『少年サンデー特別増刊R』（しょうねんサンデーとくべつぞうかんアール）は、小学館から発行されている漫画雑誌。

## 概要と変遷
『週刊少年サンデー』（以下「本誌」という）の増刊として位置付けされる不定期刊行誌で、1994年、旧誌名『少年サンデー（季節名）SPECIAL』から現誌名に改題された。
雑誌のコンセプトとして、人気作家の単行本未収録となっている読切作品の再録と、通常の増刊での掲載経験の少ない新人作家の読み切りをまとめて掲載する点が挙げられる。現誌名の「R」は、それらの代名詞となる「REVIVAL」と「ROOKIES」に由来しており、各号の表紙にもその記載がある。また、「R」となってからの特徴として「RK決定戦（ルーキーキングトライアル）」と題し、新人作家の読切のアンケート順位で1位だった作家に、本誌または通常の増刊での読切掲載権が与えられる。この企画で1位もしくは上位になった作家は、後に週刊連載に至る者が多い。
また、雑誌のサイズが本誌より小さいA5判（1990年代後半はB5判で刊行された時期もあった）で出版され、その点でも差別化を図られている。
このコンセプトによる増刊は20年以上前「少年サンデー1000」増刊として誕生し、その後「少年サンデー大別冊」・「少年サンデー新人コミック大賞特集号別冊」・「少年サンデー（季節名）オープン大増刊」・「少年サンデー（季節名）SPECIAL」と、雑誌名を変えながら発行された。
通常の増刊『週刊少年サンデー超』が月刊発行で独自の連載がメインだった時代は、新人の読切作品を載せる場所が少なく、それを補完する意味で年2回程度発行されていたが、2004年に『サンデー超』が隔月発行となり、新人作家の読切のみの掲載となってからは、長らく『R』は発行されなかった。しかし、2008年7月に4年ぶりに刊行された。

## 過去の掲載作品
- 少年サンデーオープン大増刊（1991年9月1日号）
  - てんぐの木（浦田芳憲）
  - 応援部物語（倉地康嗣）
  - 活劇刑事 Mr.笑!（丹羽啓介）
  - 未来東京HEAD MAN（木城ゆきと）
  - 極楽デスマッチ（川上伸夫）
  - 愛にまかせろ!（北村凌駕）
  - シアター武蔵（奥田勇治）
  - あの日のフォト・グラフ（後藤圭介）
  - ホワイト・クリスマスを追え!（太田真司）
- 少年サンデーNEW YEARオープン大増刊（1992年1月10日号）
  - 初雪のおもかげ（はぎわらしんいち）
  - 毎日健康!!（岡昌平）
  - トラブルスター（のぐちひでと）
  - ピューマ（諸人瞑）
  - ダッシュ（ちゃぼ）
  - メタルハート（内田夕子）
  - ぶっとびポリスマン（池辺勝美）
  - 演劇まっしぐら（かわべてつろお）
  - 風祭琢郎の応援部日誌（三藤薫子）
  - はるか!甲子園（高橋功一郎）
  - BLAZE（清水洋三）
- 少年サンデーSPRINGオープン大増刊（1992年4月5日号）
  - 卒業式で俺達は!!（佐藤正斗）
  - 電脳探偵K-13（上山道郎）
  - 万年補欠物語（大島金男）
  - ストレンジな奴（岡見キヨイ）
  - ある日の姫さま（橋本幸男）
  - 陸道（大塚悟）
  - 8時半の男（大木弘之）
  - 熱血!貫とシンペイ（菊田洋之）
  - 生きる（いしはら小鉄）
- 少年サンデーSUMMERオープン大増刊（1992年8月25日号）
  - ゲームワールド（小川耕二）
  - シャッター・チャンス!!（山本善文）
  - チータ（諸人瞑）
  - 目的は一つ!（高山俊之）
  - ボンカースの朝（太田真司）
  - COMPLEX-KID（三徳信彦）
  - 流浪闘士（有村広太）
- 少年サンデー特別増刊NEW YEAR SPECIAL（1993年1月6日号）
- 少年サンデー特別増刊SPRING SPECIAL（1993年4月12日号）
  - 子供の時代（吉田薫）
  - 最強ロボ・ゴンタ2号（一色登希彦）
  - おもいっきり HERO!!（山崎てるみ）
  - 吸血鬼（星野幸一郎）
  - 前略プロレスラー様（藤井明輝）
  - ペットストーリー（ふぐりしわ吉）
  - 約束の日（金谷裕）
  - 御用だ!コーヘイ（大泉太一）
  - 薔薇ばら（火々野Q児）
  - 雪だるまの夏（ILLUSTRATION ROOM MAC）
- 少年サンデー特別増刊SUMMER SPECIAL（1993年8月21日号）
- 少年サンデー特別増刊R（1995年1月31日号）
- 少年サンデー特別増刊R（1996年8月30日号）
- 少年サンデー特別増刊R（1997年1月10日号）
- 少年サンデー特別増刊R（1997年8月11日号）
- 少年サンデー特別増刊R（1998年1月10日号）
- 少年サンデー特別増刊R（1998年2月10日号）
  - 玄米ブレンド（雷句誠）
  - フォルツァ!（草場道輝）
  - 真夏の頂（郷間秀敏）
  - 男女驚愕!? 私立江古田女子高校（中嶋まこと）
  - お嬢様戦士 ジャスティスヨーコ（藤沢雅重）
  - クライマー轟!（平井智子）
  - 動物レスキューMUTSU（名古屋裕）
  - 晴れ時々…セレナーデ（田島聡）
  - 臨死体験マン コチャン（池上正人）
  - ニコラス刑事!!（南ひろたつ）
  - ラ・エプロン（松森ナヲヤ）
- 少年サンデー特別増刊R（2000年1月10日号）
  - Aキャッチャー（大和八重子）
  - うそでもいーから（永山愛子）
  - 輝ける舞台（金田和也）
  - +1（寒川一之）
  - BREAK THROUGH（荻晴彦）
  - ファースト タッチ（若木民喜）
  - 恐怖!! 宇宙温泉（ほんましげひさ）
  - 金魚鉢（原田高夕己）
  - ぽよぽよん（田島聡）
  - ミキミキ★（黒葉潤一）
  - 棚から豚の血（福原だりお）
  - ヒーローズ（マツダアヤコ）
- 少年サンデー特別増刊R SPRING（2002年4月15日号）
  - シブヤペインターズ（酒井ようへい）
  - 傾き地蔵（河西孝裕）
  - かみつき純情セブンティーン（永吉武）
  - 桜田門外怪奇団（藤馬かおり）
  - 赤金（山田敏幸）
  - 芦（岸学）
  - 百武繚乱!（青山のぞみ）
  - チーム（大窪宏明）
  - 杏仁遊戯（小山愛子）
  - 普通王（大平英樹）
  - 紅い街（たかぎ克彦）
  - ファミリーギャング（河北タケシ）
  - SHUT OUT!（大島和弘）
  - トンパチ（大須賀めぐみ）
  - 海賊キャバレー（上川敦子）
  - グレートスマイル（福田宏）
  - ゲームをさせやがれ（しょうけしん）
  - クサリ縁21（倉園馬ノ介）
  - タッグ!（足立充史）
  - はらぺこ奈都ちゃん!（緒里たばさ）
  - アンタだりお!?R（福原だりお）
  - テルテル（原田高夕己）
- 少年サンデー特別増刊R AUTUMN（2002年11月7日号）
  - LOST PRINCESS（田辺伊衛郎）
  - ちび!!（中森由芽子）
  - ハイパー★ボッチ（足立充史）
  - イエロー・ボール・カウボーイ（平井麻紗実）
  - とったが勝ち!（森尾正博）
  - 神様にRocket Punch!!（畑健二郎）
  - 逆から読むとニガバラタ（大関康忠）
  - パイパニック（鈴木小波）
  - THE COMMANDER（並木洋美）
  - 正偽の見方（山田一喜）
  - RAIJIN（ゴン太）
  - ピョン太といっしょ!（筒井豊）
  - GENIO（藤木俊）
  - 今、そこにあるキミ。（元山こーじ）
  - ラブレター（吉村望）
  - スパイラルマミ（外山健児）
  - I'm ビビリィ!（番重和光）
  - 24区（雨墨篤）
  - 今すぐ!デビール社（緒里たばさ）
  - ドストライカー（菅野谷はじめ）
- 少年サンデー特別増刊R AUTUMN（2003年11月9日号）
  - リバイブTHEゴースト（我妻利光）
  - ファラオ復活（荒磯智之）
  - HURT COUNTER（河西孝裕）
  - 生徒番長（安孫子洋幸）
  - 牡丹、咲く!（ヒガシヨシノリ）
  - サボテン（岸学）
  - 古鉄の武芸帖（福田宏）
  - 華麗の王子様 オデオール様（大窪宏明）
  - ブシドー花吹雪!（池田結香）
  - テロサイドX（小高仁市）
  - 六割探偵（藤野君人）
  - 発明ショーブン（渡辺圭祐）
  - ウルトラJUMP（高橋直樹）
  - 茜丸がゆく（鹿養信太郎）
  - 榊骨董霊品店（青山のぞみ）
  - 弁護の法助（石川義人）
  - ダイヤのゴレアドール（菅野谷はじめ）
  - コンバットエンジェル（川人敏夫）
  - 河児（四位晴果）
  - 陰陽師 石神尊の事件簿（雨墨篤）
- 少年サンデー特別増刊R（2004年12月25日号）
  - アイデンティファイ!（突飛）
  - コミカルマジカル（田村光久）
  - ゴールデンハンマー（今野昭範）
  - 伝説の指揮者（ひらかわあや）
  - 強引ing a GOGO!!（中馬孝博）
  - 世界王者・月形（新野ブジン）
  - 剣士のススメ（ハセガワユージ）
  - ハイッポーズ!（倉薗紀彦）
  - フェアリーギフト（原田雅史）
  - ダマスカラス（小林裕和）
  - ビフィズス（爲永ゆう）
  - ジャンクな祈り（平吹雅浩）
  - ギャルサー（川人敏夫）
  - カゲノケ（百木南生）
  - 通信KARATE講座（田中猛士）
  - ROOTS OUT（関俊昭）
  - めいど in Heaven（大沢美月）
  - 彫魂師（高枝景水）
  - あきときあ（安孫子洋幸）
  - カラスマル（宇佐美道子）
- 少年サンデー特別増刊R（2008年8月24日号）
  - 熱泉! 湯の国温泉守伝説（小野ハルカ）
  - WiLL（加藤ヒロノリ）
  - 魔職のフタリ（団野博人）
  - 美少女風紀部ラブ&ピース（空詠大智）
  - ABSLIMD（広嶋桃二郎）
  - キョーケン（森園フミコ）
  - 週刊少年マン太郎（太田大助）
  - 惑星の王子さま（清水元英）
  - 百面の乱堂（我如古優）
  - 熊田サバイバル探検隊（三原健）
  - あかねちゃんとおおかみくん（藤沢明）
  - フリューゲル（奥英樹）
  - 咲かない桜が咲く時に（堀越大偉）
  - ガンマン達に花束を（中島豊）
  - HORN（菅原健二）
  - HAND+α（佐治晴斗）
  - 戦慄!! 妖怪DROP（緒方雄一）
  - マッドクロス（高村律欧）
  - セパタク!!（泉たかこ）
  - びっぐまうす（高橋拓也）
  - ユーレイとアイス（黒葉星図）